# Bakerville
Bakerville este un oraș din Africa de Sud.